# Grandfontaine (Jura)
Grandfontaine (antiguamente en alemán Langenbrunn) es una comuna suiza del cantón del Jura, situada en el distrito de Porrentruy. Limita al norte con Abbévillers (FRA-25) y Fahy, al este con Rocourt, al sur con Haute-Ajoie, y al oeste con Dannemarie (FRA-25) y Glay (FRA-25).